# Det är upp till dig
Det är upp till dig är en svensk dokumentärfilm från 2011 i regi av Maj Wechselmann.
Filmen skildrar Sudan och hur internationella oljebolag agerar i landets södra delar. Wechselmann kopplar ihop detta med svenska privatsparares generella okunskap om vilka fonder som har aktier i oljebolagen. Filmen varvar arkivmaterial med nyinspelade intervjuer, stillbilder med mera.
Det är upp till dig spelades in med Wechselmann som producent och manusförfattare och fotades av Wechselmann, Ulrich Gräpher och Semb Larsen. Filmen premiärvisades 2 februari 2011 på Göteborgs filmfestival och hade biopremiär 28 oktober samma år. Den 29 februari 2012 utgavs den på DVD. Filmen hade ursprungligen titeln Det är upp till dig!, men inför premiären togs utropstecknet bort.